# M/Y Drott
M/Y Drott är en svensk fritidsbåt, som byggdes i stål av Lidwall & Söner i Leksand 1971 för Mats Larsson. Skrovet är samma som för bogserbåtar som Lidwalls 1960 och 1964 byggt för export till Persiska viken. Hon köptes 1983 av Gert Ekström.